# Middelburgs järnvägsstation

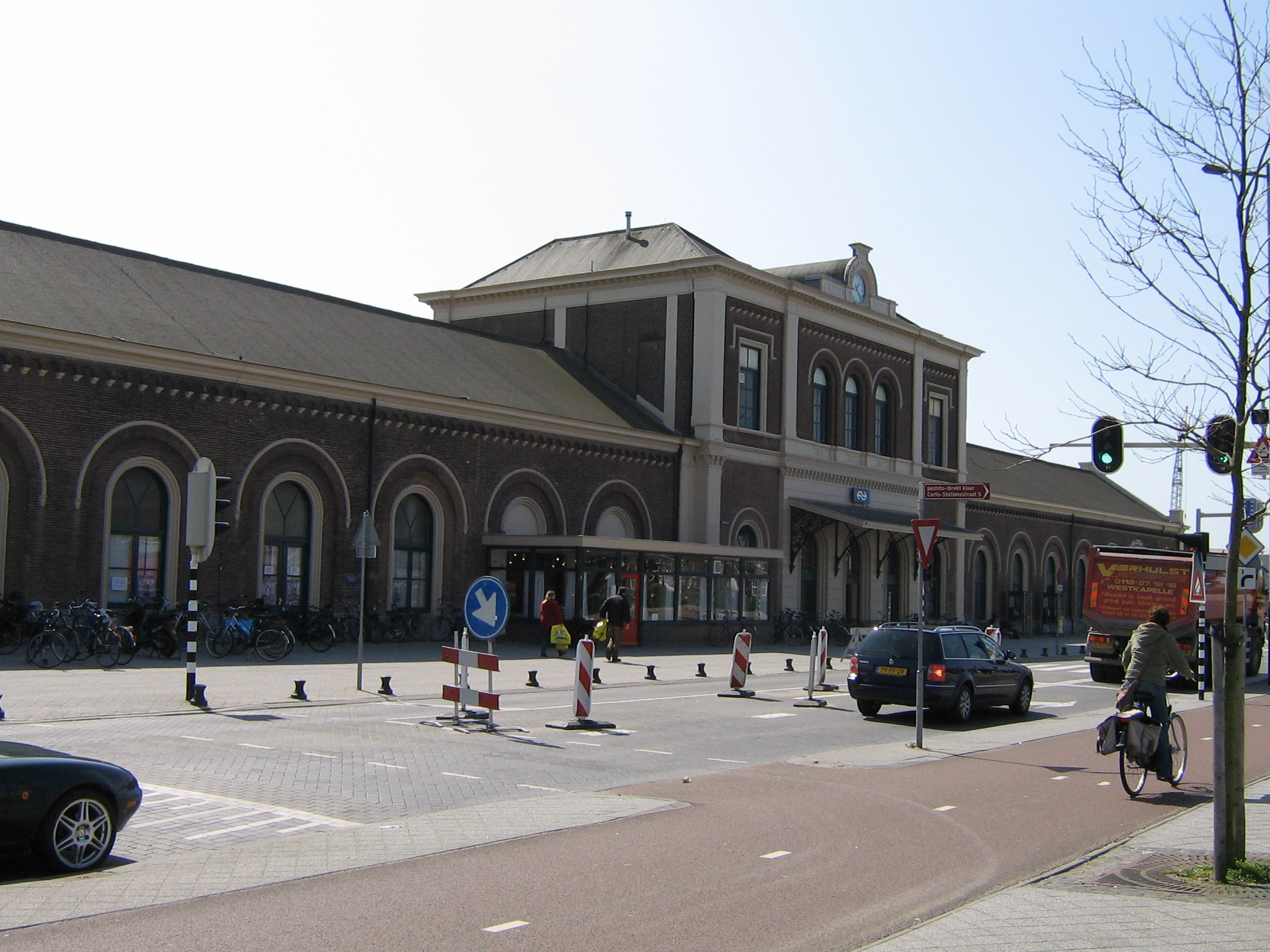
Stationsbyggnaden

Middelburgs järnvägsstation är en järnvägsstation på Zeeuwselinjen i den nederländska provinsen Zeelands huvudstad. Stationen öppnades 1 mars 1872 och den ursprungliga byggnaden är fortfarande i bruk.
Stationen ligger strax utanför stadens historiska centrum, skilt från detta av kanalen genom Walcheren. En bro gör det möjligt att nå stationen direkt härifrån. Under 2000 började man renovera stationsområdet, busstationen flyttades till den sidan av kanalen där järnvägsstationen ligger. 
Under första halvåret 2006 stannar fjärrtåget (intercity) mellan Vlissingen och Amsterdam här en gång i timmen, i båda riktningar. Detta gäller även lokaltåget mellan Vlissingen och Roosendaal.